# Кривцов, Глеб Вячеславович
Глеб Вячеславович Кривцов (бел. Глеб Вячаслававіч Крыўцоў; род. 14 ноября 2003, Минск) — белорусский футболист, защитник клуба «Гонио».

## Карьера

### Начало карьеры
Воспитанник футбольной академии «Ислочи», где первым тренером был Александр Сергеевич Михайлов. В 2020 году футболист стал выступать за дублирующий состав клуба. В январе 2021 года футболист подписал с клубом свой первый профессиональный контракт. Также футболист на протяжении сезона подтягивался к матчам с основной командой, однако на поле так и не вышел. В июне 2022 года футболист перешёл в испанский клуб «Атлетик Торрельяно». За основную команду клуба футболист дебютировал 4 декабря 2022 года в матче против клуба «Эркулес B», выйдя на замену на 90 минуте. В конце января 2023 года футболист покинул испанский клуб. В июле 2023 года появилась информация, что футболист станет игроком «Макслайна». В августе 2023 года футболист официально стал игроком минских «Крумкачей», подписав контракт до конца сезона. По итогу сезона футболист вместе с клубом стал серебряным призёром Второй лиги.

### «Минск»
В январе 2024 года футболист находится на просмотре в борисовском БАТЭ. Затем в феврале 2024 года футболист проходил просмотр в могилёвском «Днепре». Однако в скором времени футболист уже находился в распоряжении столичного «Минска». В марте 2024 года футболист официально стал игроком минского клуба. Дебютировал за клуб футболист 3 марта 2024 года в четвертьфинальном матче Кубка Беларуси  против гродненского «Немана», выйдя на поле в стартовом составе. Дебютный матч в чемпионате футболист сыграл 16 марта 2024 года против борисовского БАТЭ, выйдя на замену на 74 минуте. В скором времени футболист смог закрепиться в стартовом составе клуба, однако затем в июле 2024 года футболист стал оставаться на скамейке запасных. По итогу сезона футболист вместе с клубом завершил чемпионат на итоговом тринадцатом месте. По окончании срока действия контракта футболист покинул столичный клуб.

### «Гонио»
В конце января 2025 года футболист на правах свободного агента присоединился к грузинскому клубу «Гонио», подписав контракт до конца сезона. Дебютировал за клуб футболист 2 мая 2025 года в матче против тбилисского «Локомотива», выйдя на поле в стартовом составе.

## Международная карьера
В марте 2021 года футболист получил вызов в юношескую сборную Беларуси до 19 лет для участия в учебно-тренировочном сборе. Дебютировал за сборную футболист 2 июня 2021 года в товарищеском матче против сборной Азербайджана.